# Prosím už dost
P.U.D je amatérský divadelní soubor, jehož domácí půdou je brněnská Fakulta sociálních studií MU. 
Původní název divadla[kdy?] byl Průšovo umělecké-úchylné divadlo. Soubor vystupuje v Brně, jezdí i po mnohých městech České republiky – hrál například v Českých Budějovicích, Liberci, Novém Strašecí, Hodoníně, Zlíně, Hradci Králové, Havířově, Plzni či Praze. Soubor začal vznikat před létem roku 2005, první hra P.U.D. měla premiéru 14. března 2007. V roce 2010 soubor opustili jeho zakladatelé a založili si nové divadlo poPUD, P.U.D. převzali noví studenti a rozběhnuvší se tradice školního divadla na FSS tak zůstala nepřerušena. 
Od roku 2016 se pod vedením Tomáše Hůska P.U.D soustřeďuje především na žánr sci-fi, jelikož na divadelních prknech nebývá zrovna obvyklý. První hrou uvedenou pod novým názvem se stala adaptace románu Piknik u cesty bratří Strugackých, která byla mimo jiné odehrána i na festivalech Junktown a FénixCon, kde se setkala s univerzálně pozitivními ohlasy.  

## Repertoár
P.U.D. hraje autorské hry nebo hry se svým výrazným autorským vkladem. První hrou byla poloautorská Potopa, následovala autorská Diktátoruji, diktátoruješ, diktátorujeme (premiéra 2. dubna 2008), po té Rej Arthura Schnitzlera (premiéra 6. května 2009) a první „generace“ se rozloučila hrou aktovky (premiéra 24. září 2009). P.U.D. také zdramatizovalo Disciplinární řád své fakulty, zahrálo Červenou karkulku dětem z Dětského koutku FSS nebo prováděl na studentské svépomocné párty Pařeniště.
Nová parta zahájila inscenací Modré tváře Arnošta Goldflama (premiéra 4. dubna 2011), dále nazkoušela autorskou pohádku Radši do pekla půjdu! (premiéra 27. března 2012), na brněnském festivalu divadelníBAF! v předpremiéře představila hru Mátový nebo citron? (23. listopadu 2012) a sociálně-kritickou autorskou jednoaktovku Pracák (premiéra 26. května 2014).

## Účasti
- 25. listopadu 2007 Festival Qvašení, Divadlo SUD, České Budějovice
- 16. února 2008 Přehlídka Na(ne)čisto 2008, V-Klub, Liberec
- 4. března 2008 Divadelní Hobblík&MUMRAJ, Dům kultury Horní Valy, Hodonín
- 2. dubna 2008 Jeden svět 2008 (doprovodný program), U Maců, Zlín
- 21. června 2008 Festival na PRKNECH, Malý sál KD, Veverská Bítýška
- 29. června 2008 OPEN AIR PROGRAM při XIV. ročníku mezinárodního festivalu Divadlo evropských regionů, Šatlava, Hradec Králové
- 19. července 2008 Mighty Sounds, Divadelní šapitó, Olší u Tábora
- 13. prosince 2008 Festival Vánočka, Kulturní dům Petra Bezruče, Havířov
- 14. února 2009 Přehlídka Na(ne)čisto 2009, Malé divadlo, Liberec
- 18. listopadu 2009 akce brněnské skupiny Amnesty International Lidská práva nejsou samozřejmostí, VšK Terč, Brno
- 20. února 2010 Přehlídka Na(ne)čisto 2010, V-Klub, Liberec
- 25. listopadu 2011 Festival divadelníBAF!, Sál B. Bakaly, Brno
- 17. března 2012 Přehlídka Na(ne)čisto 2012, Experimentální studio PKO, Liberec
- 14. června 2012 Divadelní svět Brno, Zelný trh, Brno
- 23. listopadu 2012 Festival divadelníBAF!, Café Paradigma, Brno